# Гарц (район)
Гарц (нім. Harz) — район у Німеччині, у складі федеральної землі Саксонія-Ангальт. Адміністративний центр — місто Гальберштадт.

## Населення
Населення району становить 209 117 осіб (станом на 31 грудня 2021).

## Адміністративний поділ
Район складається з 7 міст і громад (нім. Gemeinden), об'єднаних в одне об'єднання громад (нім. Verbandsgemeinden), а також 13 міст/громад, що до таких об'єднань не входять.
Дані про населення наведені станом на 31 грудня 2021.
| Самостійні міста/громади: 1. Балленштедт (місто) (8825) 2. Бланкенбург (Гарц) (місто) (19248) 3. Вернігероде (місто) (32027) 4. Гальберштадт (місто) (38682) 5. Гарцгероде (місто) (7559) 6. Гуй (7084) 7. Ільзенбург (місто) (9497) 8. Кведлінбург (місто) (23341) 9. Нордгарц (7783) 10. Обергарц-ам-Броккен (місто) (9873) 11. Остервік (місто) (11012) 12. Тале (місто) (16994) 13. Фалькенштайн/Гарц (місто) (5166) | Форарц: Зірочкою (*) позначений центр об'єднання громад. 1. Вегелебен (місто) * (2458) 2. Гарслебен (2137) 3. Гедерслебен (1306) 4. Грос-Квенштедт (874) 5. Дітфурт (1470) 6. Зельке-Ауе (1381) 7. Шванебек (місто) (2400) |